# Apospasta albirenalis
Apospasta albirenalis är en fjärilsart som beskrevs av François Louis Nompar de Caumont de Laporte 1974. Apospasta albirenalis ingår i släktet Apospasta och familjen nattflyn. Inga underarter finns listade i Catalogue of Life.